# Gewone kleine wespbij
De gewone kleine wespbij (Nomada flavoguttata) is een vliesvleugelig insect uit de familie bijen en hommels (Apidae). De wetenschappelijke naam van de soort is voor het eerst geldig gepubliceerd in 1802 door Kirby.